# Franciscus Gerardus Reinierdus Hubertus van Lilaar
Franciscus Gerardus Reinierdus Hubertus van Lilaar (Amersfoort, 9 november 1823 – Den Haag, 23 april 1889) was een tot de liberale stroming behorende katholieke rechter uit Amersfoort, die minister van Justitie werd in het kabinet-Van Bosse-Fock.
Van Lilaar werd op 24-jarige leeftijd advocaat. Vier jaar later werd hij verkozen in de gemeenteraad van Amersfoort.
Hij werd tijdens zijn ministerschap vooral bekend door het tot stand brengen van een wet tot afschaffing van de doodstraf. De doodstraf in het burgerlijk recht werd vervangen door een tuchthuis- of gevangenisstraf variërend van vijf jaar tot levenslang. In het militair strafrecht werd de doodstraf in vredestijd en voor misdrijven niet voor de vijand gepleegd afgeschaft. De doodstraf door de strop werd vervangen door een tuchthuisstraf variërend van vijf tot vijfentwintig jaar en die door de kogel door kruiwagenstraf (plaatsing in een militaire strafgevangenis met dwangarbeid) van vijf tot vijftien jaar. Daarnaast schafte hij de schavotstraf (openlijke tentoonstelling op een schavot) en van geseling af.
Op 28 september 1870 stelde hij de Staatscommissie voor de zamenstelling van een wetboek van strafrecht in, bijgenaamd de Commissie-De Wal, die een nieuw Wetboek van Strafrecht zou ontwerpen om de nog uit de Franse tijd daterende Code pénal te vervangen. Dit wetboek zou uiteindelijk in 1886 ingaan.
Nog voor de behandeling van zijn begroting voor 1871 diende Van Lilaar zijn ontslag in, omdat veel van zijn voorstellen ongunstig waren ontvangen in de Tweede Kamer.
Hij was in 1868 ook nog enkele maanden minister van Zaken der Rooms-katholieke Eredienst tot de opheffing van dat departement. Na zijn ministerschap keerde hij terug naar de rechterlijke macht.
- Biografisch Portaal: 05100476
- Parlement.com: vg09lljbk9wt